# Супер Кубок (Індія) з футболу 2018
Супер Кубок 2018 — (також відомий як Hero Super Cup) 1-й розіграш кубкового футбольного турніру в Індії, що утворився на заміну Кубку Федерації. У турнірі змагались по 10 найкращих команд з І-Ліги та Індійської Суперліги. Титул володаря кубка здобув Бенгалуру.

## Календар
| Раунд                 | Дата                       | Матчі | Клуби   |
| --------------------- | -------------------------- | ----- | ------- |
| Кваліфікаційний раунд | 15-16 березня 2018         | 4     | 20 → 16 |
| 1/8 фіналу            | 31 березня - 6 квітня 2018 | 8     | 16 → 8  |
| 1/4 фіналу            | 8-13 квітня 2018           | 4     | 8 → 4   |
| 1/2 фіналу            | 16-17 квітня 2018          | 2     | 4 → 2   |
| Фінал                 | 20 квітня 2018             | 1     | 2 → 1   |

## Кваліфікаційний раунд
| Команда 1        | Рахунок | Команда 2       |
| ---------------- | ------- | --------------- |
| 15 березня 2018  |         |                 |
| Делі Дайнамос    | 1:2 дч  | Черчілл Бразерс |
| Норт-Іст Юнайтед | 0:2     | Гокулам Керала  |
| 16 березня 2018  |         |                 |
| Мумбаї Сіті      | 2:1 дч  | Індіан Арроус   |
| АТК              | 4:1     | Ченнаї Сіті     |

## 1/8 фіналу
| Команда 1       | Рахунок      | Команда 2       |
| --------------- | ------------ | --------------- |
| 31 березня 2018 |              |                 |
| Ченнаїн         | 2:2 пен. 3:5 | Аїзаул          |
| 1 квітня 2018   |              |                 |
| Бенгалуру       | 2:1          | Гокулам Керала  |
| Черчілл Бразерс | 1:2          | Мохун Баган     |
| 2 квітня 2018   |              |                 |
| Мінерва Пунджаб | 0:0 пен. 4:5 | Джамшедпур      |
| 3 квітня 2018   |              |                 |
| Гоа             | 3:1          | АТК             |
| 4 квітня 2018   |              |                 |
| Пуне Сіті       | 2:3          | Шиллонг Ладжонг |
| 5 квітня 2018   |              |                 |
| Мумбаї Сіті     | 1:2          | Іст Бенгал      |
| 6 квітня 2018   |              |                 |
| НЕРОКА          | 3:2          | Керала Бластерс |

## 1/4 фіналу
| Команда 1      | Рахунок | Команда 2       |
| -------------- | ------- | --------------- |
| 8 квітня 2018  |         |                 |
| Аїзаул         | 0:1     | Іст Бенгал      |
| 11 квітня 2018 |         |                 |
| Мохун Баган    | 3:1     | Шиллонг Ладжонг |
| 12 квітня 2018 |         |                 |
| Джамшедпур     | 1:5     | Гоа             |
| 13 квітня 2018 |         |                 |
| Бенгалуру      | 3:1     | НЕРОКА          |

## 1/2 фіналу
| Команда 1      | Рахунок | Команда 2 |
| -------------- | ------- | --------- |
| 16 квітня 2018 |         |           |
| Іст Бенгал     | 1:0     | Гоа       |
| 17 квітня 2018 |         |           |
| Мохун Баган    | 2:4     | Бенгалуру |

## Фінал
| 20 квітня 2018 13:30 (EEST) |

| Іст Бенгал | 1:4      | Бенгалуру                                  |
| ---------- | -------- | ------------------------------------------ |
| Кромах 28' | Протокол | Бхеке 39' Четрі 69', 90+1' (пен.) Міку 71' |

| Стадіон «Калінга», Бхубанешвар Глядачів: 9 500 Арбітр: К.Р. Срі Крішна |